# Hervormde kerk (Hoornsterzwaag)
De Hervormde kerk van Hoornsterzwaag is een kerkgebouw in Hoornsterzwaag in de Nederlandse provincie Friesland.

## Beschrijving
De driezijdig gesloten zaalkerk is gebouwd in 1621. Aan de westgevel bevinden zich jaartalankers. In 1856 werd de kerk verbouwd. Het gebouw is een rijksmonument. Het heeft geen kerkfunctie meer en wordt gebruikt voor concerten. In de vrijstaande klokkenstoel (herbouwd in 2007) hangt een klok (1688) van Petrus Overney.

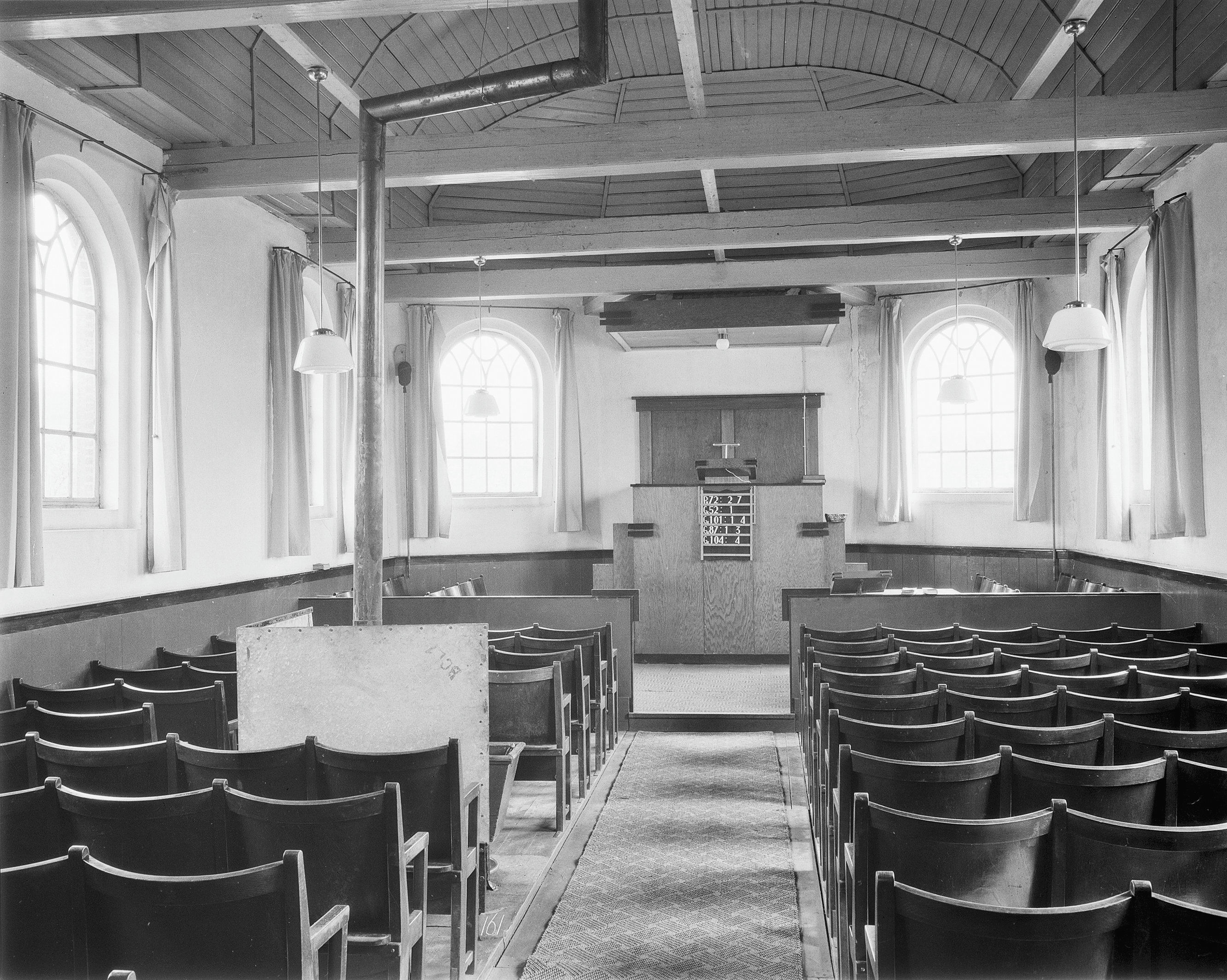
Interieur (1959)
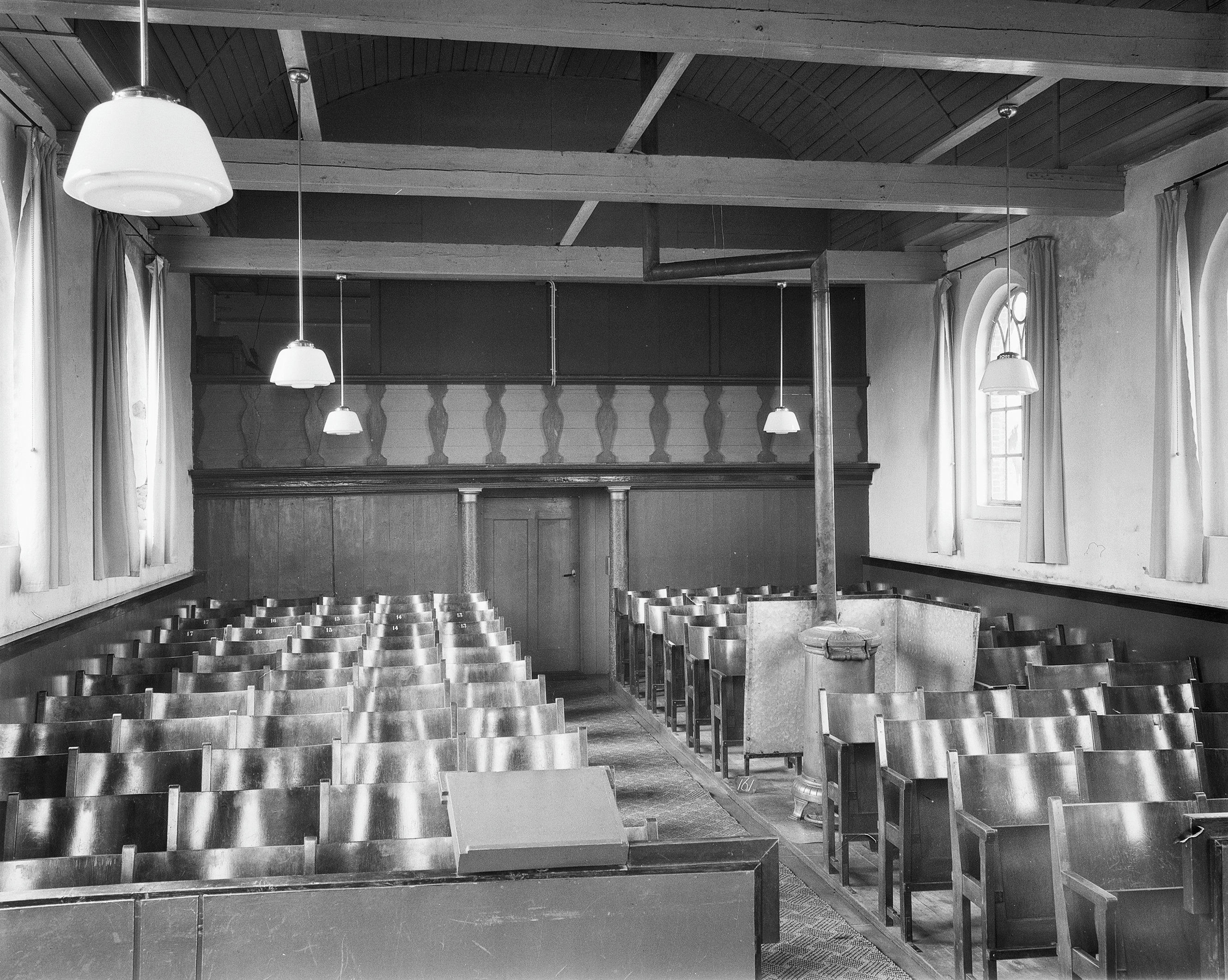
Interieur
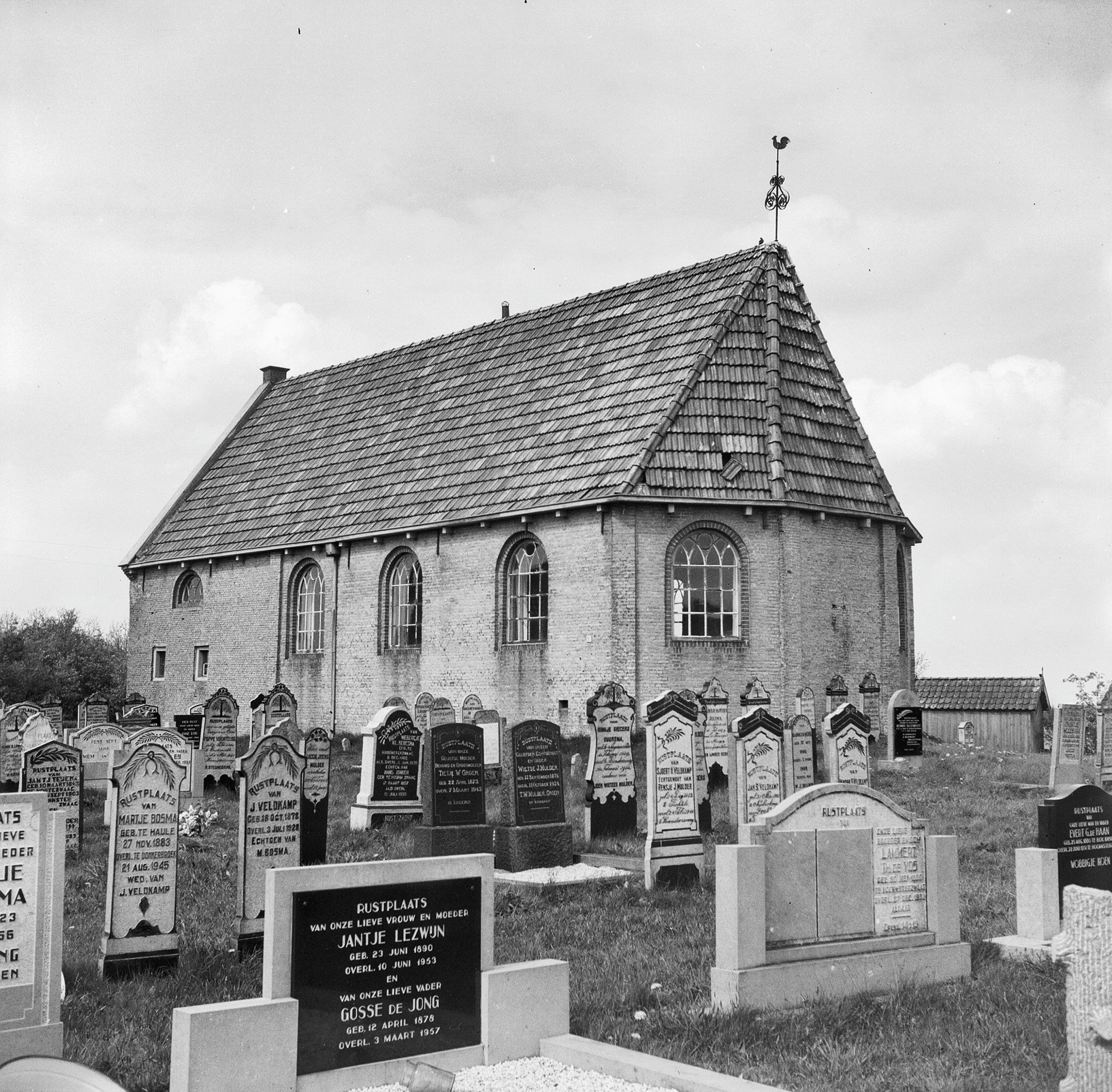
kerk in 1959